# 人間ども集まれ!
『人間ども集まれ!』（にんげんどもあつまれ）は、手塚治虫の長編SF漫画。

## 概要
『週刊漫画サンデー』（実業之日本社）1967年（昭和42年）1月25日号から1968年（昭和43年）7月24日号まで連載されたのち、大幅な修正を経て、1968年12月に実業之日本社から初めて単行本化された。
カレル・チャペックの『山椒魚戦争』をヒントとして描かれた作品で、人間の奴隷として作り出された、男性でも女性でもない特殊な人類「無性人間」が、やがて人間に対して反乱を起こすに至るまでを描いた作品である。
それまで少年誌・少女誌を中心に活躍してきた手塚治虫が、大人向けに描いた長編ストーリー漫画である。当時の掲載誌の性格に合わせ、「大人漫画」風の簡略化されたタッチで描かれており、連載当時は文字もすべて手描き文字だった（単行本では写植文字に直されている）。手塚自身は、『手塚治虫漫画全集』版の「あとがき」で、「漫画集団の人たちの画風の影響をうけていることは事実ですけれども、なによりも、それまでのぼくの漫画の画風に限界を感じていたからです。子どもむけの、あかぬけしない、ごちゃごちゃしたペンタッチから、ぬけだしたいとも思っていたからです」と述べている。もっとも、「手塚治虫の漫画にしては、どうも荒けずりな、かきなぐりのようなペンタッチである、と批評されたりしました」という。漫画コラムニストの夏目房之介は、大人漫画風に描かれている理由について、残酷描写やセックスを「それほどシリアスでなく描けること」を指摘している。
単行本化に際して結末が大きく変更されており、雑誌連載時はハッピーエンドだったものが、単行本ではアンハッピーエンドとなっている。実業之日本社から1999年（平成11年）に刊行された『完全版 人間ども集まれ!』(手塚 1999)では、従来の単行本の全文のほか、単行本化に際して削除・修正された箇所が抄録され、雑誌連載時の内容を知ることができるようになった。以下、単行本の内容については「単行本版」、連載時の内容については「雑誌連載版」と表記する。

## あらすじ
19XX年。東南アジアの独裁国パイパニアの戦争に義勇兵の名目で派遣された自衛隊員の天下太平は、その状況に嫌気がさして脱走し、同じく脱走中の日本人軍医・大伴黒主と知り合う。やがて政府軍により捕えられた2人は、囚人として軍用医学研究所に送りこまれた。そこではクランプ所長のもと、男囚の精子と女囚の卵子を採取して人工授精させ、それを人工羊水の入った試験管の中で成長させることで、生まれながらの兵士を大量に育成する、という計画が進められていた。クランプは優生学の権威である大伴を共同研究者とする。太平の精子を検査したクランプと大伴は、そのシッポが2本あることを発見する。二人はこの精子に興味を抱き、太平を釈放する代わりに、すべての精子を研究に提供する、という内容の契約書にサインさせた。しかしその直後、軍用医学研究所は、女囚としてもぐりこんでいた女ゲリラのリラの仕掛けた爆弾によって爆破されてしまう。
リラたちのゲリラ村で、大伴は、太平の精子とリラの卵子を用いた人工授精児の生育を始める。そのこどもは、男でも女でもない「無性人間」だった。この無性人間第1号・未来が誕生するのとほぼ時を同じくして、パイパニア戦争は終結した。太平はリラと結婚して日本に戻ろうとする。一方、無性人間の研究を続けたい大伴は、元軍用医学研究所所属看護将校の美女リーチを利用して、太平を無感情な人間に人格改造しようともくろむ。
7年後、東京では、未来に続く第1期の無性人間たちが、太平とリラによって育てられていた。彼等はアリでいうところの働きアリのような性質を持ち、先天的に団体行動をとろうとする性質と、命令に徹底的に服従しようとする性質を持つことが明らかとなった。彼等に目をつけた「呼び屋」の木座神明は、無性人間を用いた戦争ショーを行うことを発案し、研究資金を必要とする大伴と手を組む。さらに、無性人間育成のためには日本の法律が邪魔だと考えた木座神は、インド洋の孤島を買い取って独立国「太平天国」を建国する、という計画を立てた。
さらに8年後、木座神は大伴と太平に、太平天国への移住準備が整ったことを報告した。その夜、太平がリラと未来を連れて逃亡したため、木座神は、黒滝組の親分・黒滝英二郎に、太平の捜索とリラの殺害を依頼する。太平たちは逃亡先で黒滝の部下二人組に発見され、リラは太平の目の前で射殺される。激怒した太平は、未来に命じて二人組を殺害させただけでなく、殺害の指示を与えた人物を片っ端から殺すよう命じた。その直後、太平は大伴と木座神に拘束されて太平天国に連れて行かれ、未来はいずこへともなく逃亡する。
14年後。無性人間は世界中で兵隊として使われるようになり、太平天国は無性人間の輸出で名を馳せていた。太平は、表向きは太平天国総統として独裁者を演じていたが、その実態は無性人間生産のための精子を提供するだけの役回りにすぎず、実際に国を牛耳っていたのは木座神と大伴だった。太平はある事件をきっかけに亡命を決意し、ベトナムの戦場へと輸出される無性人間たちに交じって逃亡する。
その頃、未来は東京で会員制バー「ぱいぱにあ」のマダムとなり、ひそかに無性人間のアジトを作っていた。未来は黒滝英二郎を籠絡して、リラ殺害の依頼者が木座神であることを聞き出し、黒滝を殺害する。
太平の逃亡から半年後。木座神は、かねてからの夢であった、無性人間による「史上最大の戦争ショー」を小笠原諸島の父島で行うことを日本政府に提案し、協力を取りつけた。
同じころ、ベトナムからラオスへとさまよい出た太平は、ミンミンと名乗る16歳の女性型無性人間と出会った。彼女は、密輸出された太平の精子から生まれた無性人間で、自分を女性だと信じ込んでおり、太平に女性として惚れこんでしまう。ラオスの首都ビエンチャンにたどりついた太平の前に、袁太人と名乗る密貿易商が現れた。彼は木座神から無性人間製造用の精子を闇ルートで買い取り、無性人間を作って販売していた。袁は太平に精子提供を強要しようとし、太平はすんでのところでミンミンに救出される。
戦争ショーのニュースを知った太平は激怒し、袁と手を組んで、ショー阻止のため、ミンミンの率いる無性人間たちによる工作隊を父島に潜入させることを計画した。ミンミンたちの工作隊は戦争ショーの前夜に父島に上陸するが、折悪しく実弾射撃演習に出くわし、全滅してしまう。
翌日、戦争ショー開幕式のさなか、父島に潜入していた未来の率いる無性人間部隊がクーデターを起こし、木座神は自殺に追い込まれる。それに続き、全世界で無性人間の反乱が始まった。彼等は人間たちに対して去勢手術を強要し、わずか3か月のうちに全世界の人口の半分を去勢してしまう。かつてとは逆に、人間が無性人間の奴隷扱いを受ける時代が始まろうとしていた。
東南アジアをさまよっていた太平は、無性人間につかまって太平天国に連行される。処刑を覚悟していた太平だったが、未来をはじめとする無性人間たちはみな、太平を父親として敬愛していた。同じころ、東京で逮捕された大伴は、太平天国に連行され処刑された。大伴の助命を求める太平に対して、未来は、リラ殺害を命じた張本人は木座神と大伴だったことを告げる。
未来は太平に対し、自らがリラの代わりをつとめることを申し出る。だが、太平は未来に対して、人間を去勢したことをなじり、追い出してしまうのだった。

### 雑誌連載版と単行本版との差異
単行本では上記の場面で物語が終わっているが、連載時にはこの後、次のような物語が続いていた。
未来の前に、整形外科医の八崎教授によって起性手術を受け、女性として生まれ変わった元無性人間の九九九五四五二号が現れる。起性手術によって男性になった未来は、九九九五四五二号と結婚し、太平と和解した。そして、太平の命令によって去勢手術は中止され、無性人間たちは手術によって有性に生まれ変わり、人間は滅亡をまぬがれたのだった。
単行本化に際して連載最後の約2回半分と、それ以外で八崎教授の登場するシーンなどがカットされ、全体にわたって大幅な修正が施された。結末変更の理由について、手塚治虫自身は、『手塚治虫漫画全集』版の「あとがき」で、「このようなつきはなすような結末にしたのは、カレル・チャペックの「山椒魚戦争」のラストに感銘をうけた影響があると思っています」「ぼくはこういう終わり方のほうがすきです」と記している。また、手塚プロダクション資料室長であった森晴路は、「のちに聞いたところによると、「結局ハッピーエンドですか」という担当編集者の感想に手塚治虫が反発して、アンハッピーエンドになったという」と記している。
漫画評論家の村上知彦は、連載中の1967年12月にクリスチャン・バーナードによる世界初の心臓移植手術が行われ、臓器移植に世界的な関心が集まったことが、起性手術という形でのハッピーエンドにつながったが、連載終了後に起こった和田心臓移植事件（1968年8月 - 10月）などを経て、「生命を手術で操作する恐ろしさに無感覚になってゆく人間への疑問」が生じ、そのことが結末の変更につながったのではないか、と指摘している。いっぽう、漫画家のみなもと太郎は、連載時には「SF慣れしていない当時の読者には、未来世界がワカラナクなってしまう物語はついてこれない、という判断が働いた」が、それでは「「夢オチ」と結局同じ水準になるので、後世に残す単行本版は、人類の敗北のまま終らせたのかな」と推測している。

## 語句解説
パイパニア戦争
東南アジアの独裁国パイパニアにおける、政府軍と反政府軍との内戦。政府軍側には日本の自衛隊と中華民国軍・韓国軍が義勇兵の名目で参加している。どのような形で終わったのか、作中では明確には説明されていないが、戦後に軍用医学研究所関係者たちが戦争犯罪人として逮捕されていることから、政府側の敗北によって終結したものと見られる。
軍用医学研究所
パイパニア軍の研究所で、囚人や捕虜が人体実験の材料として用いられている。所長のクランプ博士によって、人工授精児による軍隊の育成計画が進められていた。
シボリ機
軍用医学研究所で使われていた、男性の精液を強制的に採取する装置。のちに大伴黒主によって模造され、太平天国でも使われた。最後は太平天国の「最高の責め道具」として、大伴自身の処刑に用いられた。
無性人間
天下太平の異常な精子から生まれた、第三の性を持つ人類。大伴黒主は「ホモ・パイパニア」という学名をつけている。アリでいうところの働きアリに該当し、生殖能力を持たない。生殖器の形状についての具体的な説明はないが、男性・女性のどちらともはっきり異なっている。半陰陽とは異なる。
通常の人間と変わらない自我や個性を持つが、同世代の間では無意識に統一行動をとろうとする性質があり、また、主人に徹底的に服従しようとする性質がある。
太平天国では、太平の精子と、全世界から取り寄せた女性の卵子を人工授精させ、人工羊水入りの試験管の中で生育させ、十月十日経った時点で保育室に移す、という方法がとられている。男親（太平）の異伝因子が強く、母親の異伝因子はほとんど消えてしまうため、優生学上の問題は生じない（なお、容貌は遺伝しないらしく、太平と見かけは全く似ていない）。見かけはギリシャ風の美少年型で、基本的に同じ顔をしている。成長速度は通常の人間と変わらない。男女どちらの役割も演じることができるが、乳房はないため、女性型になるときは胸に風船を埋め込んで膨らませる。
太平天国では男役と女役にふりわけられ、男役は兵士、女役は保母として育てられ、兵士として輸出されている。法的には人間と認められておらず、人間が無性人間を殺害しても罪に問われることはない。
雑誌連載版での設定（単行本では言及されていない）として、無性人間同士では抗体反応（拒絶反応）が起こらないため、2人の無性人間同士を手術で結合し、1人の無性人間として蘇らせることが可能である。また、成年に達するとそれ以上は老化しない。
太平天国
無性人間の育成などにかかわる様々な法的問題をクリアするため、木座神明が作った独立国。スマトラ島の南方洋上500海里に位置する島国。もとはネグロジェ王国に所属するサンゴ礁の無人島だったが、木座神が安く買い取り、テキサスの成金からの出資を取りつけて建国された。国連加盟国。
表向きは天下太平総統の独裁国家だが、実際に国政を牛耳っているのは、国防相兼国務相兼科学省長官の大伴黒主と、大蔵・宣伝相および外相の木座神明である。主産業は無性人間の輸出。
国旗は温泉マークを上下逆さにしたデザイン。無性人間は標識番号で管理されている。殺人は合法とされている。
ベトナム戦争
作中では進行中で、南・北両軍に無性人間が従軍し、最前線では無性人間同士が戦っている。
小笠原諸島
昭和43年（1968年）日本に返還された。日本政府は自衛隊の基地を作ろうとしたが、革新勢力の反対運動に遭ったため、観光地として売り出すことにし、その開発と宣伝を兼ねて、木座神明の提案した戦争ショーを父島で行うことにした。小笠原返還は連載中の出来事であり、一種の時事ネタである。なお、父島に空港があることになっているが、実際には連載当時も2018年現在も空港は存在しない。
史上最大の戦争ショー
木座神明が発案した戦争ショーで、無性人間4万人を紅白両軍に分け、数日間にわたって殺し合いをさせる、という内容。

## 登場人物
天下 太平（てんか たいへい）
主人公。無性人間を産み出す特異な精子の持ち主で、すべての無性人間の父親。
陸上自衛隊パイパニア駐屯部隊二等陸士（名目上は義勇兵）としてパイパニア戦争に派遣されていたが、嫌気がさして脱走。逮捕されて軍用医学研究所に入れられ、そこで精子にシッポ（鞭毛）が2本があることが発覚する。精子を研究材料として大伴黒主に提供する、という内容の契約書にサインしてしまったため、大伴の監視を受け続けており、セックスを自由にできない立場にいる。日本に帰国してからはヒトラー風のちょびひげを生やしている。
太平天国建国後は総統に就任。木座神の演出でヒトラーそっくりの演説をやらされているが、よく失敗する。
名前の通り太平楽でお人よしな性格。ただし、初登場シーンで監視兵を躊躇なく殺害するなど、果断なところもある。純情で、妻のリラのことを一途に思っている。大伴やリーチらによる工作が原因で、リラとはしばしば喧嘩していたが、最後まで夫婦関係は良好だった。
無性人間たちに対しては、父親としての愛情と、自分の不甲斐なさゆえに彼等をどうすることもできないことについての責任を感じている。そのため、無性人間には一貫して同情的だったが、去勢手術にだけは激しく反発した。
大伴 黒主（おおとも くろぬし）
医師。医学博士で優生学の権威。太平天国では国防相兼国務相兼科学省長官。
「前の戦争」では軍医で、戦後パイパニアで開業医をしていたが、パイパニア戦争に際して徴用され、野戦病院で働いていた。あるとき、重傷の秘密警察長官を命がけで治療したが、その際の些細な発言を聞きとがめられて逮捕されそうになったため、逆上して長官を射殺。そのまま逃走し、その途中で太平と知り合った。太平と一緒に軍用医学研究所に収容されるが、大伴の素性と、太平の精子異常を知ったクランプ所長によって釈放され、クランプの共同研究者となる。
冷酷な性格。もとは患者のために尽くす医者だったようだが、自分が命を救った長官を殺してしまったショックで虚無感にさいなまれ、性格が変わってしまったらしい。太平のことは貴重な研究材料の提供者としてしか見ておらず、リーチを利用して、感情のない人間に人格改造しようとする。そのために邪魔なリラを排除しようとし、ついにはリラ殺害を木座神に示唆するにいたった。無性人間には人格を認めておらず、自由行動をとった者は躊躇なく殺害している。
脱走時に伸ばしたヒゲを脱走記念として残しているため、顔の下半分がむさくるしいヒゲだらけになっている。
小笠原でのクーデターの際は、たまたま東京に滞在していたため難を逃れていたが、数か月におよぶ逃亡生活の末に逮捕され、太平天国に連行され裁判にかけられる。裁判では全責任を木座神になすりつけ、自分の責任を認めようとはしなかったが、有罪判決を受けシボリ機で処刑された。
名前は歌人の大伴黒主から。
峯島正行は『回想 私の手塚治虫』（山川出版社）で、手塚が感銘を受けた、ナチスの戦意高揚映画『世界に告ぐ』（1941年、日本では1943年公開）の、エミール・ヤニングスの演じるポール・クリューガーが、黒主のキャラクターのヒントではないかと推測している。
木座神 明（きざがみ あきら）
初登場時は日本の通信社の記者で、パイパニア戦争を取材中にゲリラ村を訪れ、太平たちに遭遇した。戦争終結後、呼び屋（興行師）に転職。太平天国では大蔵・宣伝相、外相。
常時サングラスをかけている。太い首と、よく目立つのどぼとけが特徴。あつかましい性格。
「戦争は一種のショーみたいなもの」が持論で、無性人間を使った「史上最大の戦争ショー」を発案する。ショーマンとしての誇りを持っており、クーデターによって戦争ショーが中止に追い込まれた際には、あくまで「ショーをやりとげる」ため、反乱軍に包囲された会場に自ら赴き、「これもショーの一部だ」と宣言して拳銃自殺した。
名前は実在の「呼び屋」神彰に由来。なお、平井和正のアダルト・ウルフガイシリーズの主人公「犬神明」は初出が1969年で、本作よりも後である。
リーチ
初登場時はパイパニアの陸軍大尉で軍用医学研究所所属看護将校。グラマラスな美女。研究所では、男囚の精子採取のため、性的に誘惑し興奮させるのが仕事だった。
パイパニア戦争終結後、C級戦犯として逮捕されるが、処刑される寸前に大伴黒主に助けられ、太平を洗脳して感情のない人間に人格改造するよう依頼される。その後、日本に帰化し、東京で「クラブ・リーチ」のマダムにおさまる。
リラ殺害後は太平天国総統夫人となり、夫の太平を尻に敷く。総統夫人となってからはたくましい姿となったものの、一方で嫉妬深くヒステリックな性格となり、太平がひそかに愛していた九九〇四一五一号を爆殺しようとした。
無性人間の反乱後は、去勢手術を受けて一気に老けてしまい、無口となる。
クランプ博士
パイパニアの軍用医学研究所所長。背の低い老人。パイパニア戦争が20年以上続くものと予想し、人工授精児による軍隊の育成を計画、実行に移している。太平の精子の異常を発見し、大伴黒主とともに研究に取り組もうとするが、リラが研究所を爆破した際に巻き込まれ死亡。
リラ
パイパニアの反政府ゲリラの女闘士。家族を爆撃で皆殺しにされゲリラとなり、男を利用して爆弾をしかける工作を繰り返してきた。本人の弁によれば「政府軍を十八人殺した女」。
パイパニア戦争終結後、太平と結婚し日本に移住。しかし、太平が大伴と精子提供の契約を結んでいたため、夫婦でありながら夫婦の営みをできずにいた。太平が大伴たちからの逃亡を試みた際、結婚後15年目にして初夜を迎えるが、その直後に黒滝英二郎の部下たちによって殺害される。
貞節でかいがいしい性格だが、いざとなると女闘士としての実力を発揮する。
ガラモン
ネグロジェ王国の事務官。黒人の巨漢。財政難解消のため、タダ同然の無価値な無人島（のちの太平天国）を木座神に売却する。
黒滝 英二郎（くろたき えいじろう）
暴力団「黒滝組」の親分で、芸能界の黒幕。両方の頬に傷がある。
木座神から依頼を受け、部下に命じて逃亡した太平の行方を探し出すとともに、リラを殺害させる。のち、素性を隠して近づいた未来に籠絡されてリラ殺害の真相を告白、直後に未来によって殺害される。
袁大人（えん たいじん）
ビエンチャンに住む密貿易商で、無性人間を密造し闇ルートで取引している。精子は木座神から買い取ったものだが、その精子が水増しされていて木座神の精子が混入していたため、大損した。そのため木座神を恨んでいる。太平がビエンチャンにやってきたことを知り、太平を利用して、太平天国による無性人間の独占商売を崩そうとする。
小笠原における無性人間の反乱と木座神の自殺のニュースを聞いて祝杯を挙げるが、その最中、自らも無性人間の奴隷たちによって殺害された。
総理大臣
日本の内閣総理大臣。木座神の「戦争ショー」の提案にあまり乗り気ではなかったが、口説き落される。連載時および最初の単行本では佐藤栄作（がモデルの人物）だったが、1973年の虫プロ商事版で田中角栄（がモデルの人物）に修正された。
国連事務総長
小笠原でのクーデター発生後、自ら小笠原に乗り込んで無性人間の説得工作を試みるが、無性人間に人権を認めてこなかったことを逆手にとられ、失敗する。
モデルは連載当時の事務総長であったウ・タント。連載時にはそのまま「ウ・タント事務総長」と呼ばれていた。

### 無性人間
未来（みき）
天下太平の精子とリラの卵子から生まれた無性人間第一号。同世代の兄弟がいないため、他の無性人間と統一行動をとることはないが、両親の命令には忠実に行動する。幼い頃からその場に応じて男役と女役を使い分けてきたが、自己認識は男性寄りであるらしく、女性の姿で自分のことを太平の「息子」と呼ぶ場面がある。
リラ殺害の直後、太平から、リラのかたきを探しあてて皆殺しにするよう命令される。以後、その命令に忠実に従い、復讐のために行動することになる。
その後、東京で「山下治子」と名乗り、会員制バー「ぱいぱにあ」のマダムとなる一方、ひそかに無性人間のアジトを組織する。7年かけて黒滝英二郎を籠絡し、木座神がリラ殺害を依頼したことを聞き出し殺害。「史上最大の戦争ショー」に際しては、自ら男に変装して小笠原に潜入し、クーデターを指揮、無性人間のリーダーとして活動する。
九九九五四五二号
太平天国出身。男性型。人間に初めて本格的に逆らった無性人間。太平総統を表向き通りの独裁者だと信じている。総統執務室を襲撃して太平を脅迫し、日本へ脱出するための船を要求した。太平は異母兄である未来の存在を告げ、ひそかに作っていた脱出用ヨットを引き渡した。
その後、東京で未来にかくまわれていたが、「史上最大の戦争ショー」の交渉のために来日していた木座神を暗殺しようとして失敗、射殺される。
雑誌連載版では、その後、八崎教授の手術により、首だけが別の女性型無性人間の胴体とつなぎ合わされ復活。さらに、起性手術を受けて「九重」（ここのえ）と名を改め、男性となった未来と結婚することになる。
九九〇四一五一号
太平天国出身。女性型で保母役。顔立ちがリラに似ていたため、太平にひそかに愛されていた。それに嫉妬したリーチ夫人が爆殺を計画し、時限爆弾を手渡す。ところが、手違いから精子貯蔵庫が爆破されてしまう。大伴黒主は全責任を九九〇四一五一号に押しつけて処刑するとともに、それに抗議してきた無性人間のデモ隊300人あまりを全員殺害した。
ミンミン
ベトナムとの国境に近いラオスの村で、孤児として育った女性型無性人間。田舎言葉を話す。セックスに無知で、太平に逢うまでは自分を普通の女性だと思い込んでいた。闇ルートで密輸出された精子から産まれたものらしいが、奴隷扱いされずにいた理由は不明。精神的には完全に女性で、太平を愛してしまい、自分が無性人間であるがゆえに太平と結ばれることがないことに悩んでいる。一方で太平以外のことについては関心が低く、戦争ショーのことを聞かされても全く関心を示さず、太平を呆れさせた。
体力・運動能力が非常に高い。
太平に頼まれ、戦争ショーの妨害工作のため、無性人間の工作隊を率いて父島に潜入しようとするが、工作隊は実弾演習に巻き込まれ全滅。一人だけ生き延びるが、重傷のため、すでに父島に潜入していた未来に看取られながら息を引き取った。

### 雑誌連載版のみに登場する人物
八崎（やつさき）教授
T大学整形外科教室教授。白髪の老人。未来から二人の無性人間の死体を提供され、無傷の首と胴体とを結合させて、一人の人間として復活させる手術に成功する。その後、大伴黒主の協力を得て、無性人間に対し「起性手術」を行い、性を与えることに成功した。
連載時には結末に至る過程で重要な役割を果たす人物だったが、単行本化に際して出番のほとんどを削除された。単行本ではテレビニュースで1シーンだけ登場するのみである（所属は東京大学となっている）。
竹地 哲二（たけち てつじ）
「エロか芸術かの問題」で有名な映画監督。無性人間を使った殺人の芸術映画を撮影しようとする。モデルは武智鉄二。

## 舞台化
本作はたびたび舞台化されている。
- 2001年5月11日 - 12日、現代劇センター真夏座によって四谷区民ホール（東京都新宿区）で上演。脚本・演出：池田一臣[12][13][14][15]。その後、生徒参加型の学校公演を巡演[14]。結末は原作から変更されている[12]。
- 2016年10月20日 - 22日、劇団「TCアルプ」によってまつもと市民芸術館（長野県松本市）で上演。脚本・演出：木内宏昌、監修：串田和美[16][17]。
- 2018年11月30日 - 12月3日、同じく劇団「TCアルプ」によって「人間ども集まれ! 2018」としてまつもと市民芸術館で上演[18][19][20]。
- 2023年3月11－12日　イッツフォーリーズ新人公演、ミュージカル「人間ども集まれ！」演出は万里紗 (2023年1月23日 ステージナタリー編集部記事)

## 書誌
- 手塚治虫『人間ども集まれ!』 上、実業之日本社〈ホリデー新書マンガシリーズ〉、1968年12月25日。
  - 手塚治虫『人間ども集まれ!』 下、実業之日本社〈ホリデー新書マンガシリーズ〉、1968年12月25日。
- 手塚治虫『人間ども集まれ!』虫プロ商事〈COM名作コミックス増刊〉、1973年7月10日。
- 手塚治虫『人間ども集まれ!』 1巻、講談社〈手塚治虫漫画全集 MT-81〉、1978年4月20日。ISBN 4-06-108681-2。
  - 手塚治虫『人間ども集まれ!』 2巻、講談社〈手塚治虫漫画全集 MT-82〉、1978年5月25日。ISBN 4-06-108682-0。
- 手塚治虫『人間ども集まれ!』 上、文藝春秋〈文春文庫ビジュアル版〉、1995年2月10日。ISBN 4-16-811035-4。
  - 手塚治虫『人間ども集まれ!』 下、文藝春秋〈文春文庫ビジュアル版〉、1995年2月10日。ISBN 4-16-811036-2。 - 解説は夏目房之介。
- 手塚治虫『完全版 人間ども集まれ!』実業之日本社、1999年2月10日。ISBN 4-408-39459-9。 - 文春文庫版を底本とする。雑誌連載時の内容のうち、単行本と大きく異なる箇所を「雑誌連載版」として抄録。序文は夢枕獏。「群論『人間ども集まれ!』」として大林宣彦、中島梓、横田順彌、石上三登志、夏目房之介、米沢嘉博、村上知彦、みなもと太郎、中村桂子、野口文雄、遠山泰彦（連載時の担当編集者）の論考、および竹宮惠子、山本貴嗣、とり・みきのカットを収録。
- 手塚治虫『人間ども集まれ!』講談社〈手塚治虫文庫全集 BT-048〉、2010年3月12日。ISBN 978-4-06-373748-6。